# 穆济永
穆济永（法語：Mouzillon，法語發音：[muzijɔ̃] ⓘ）是法国大西洋卢瓦尔省的一个市镇，位于该省东南部，属于南特区。

## 地理
穆济永（47°8'29"N, 1°16'56"W）面积16.5 平方千米，位于法国卢瓦尔河地区大区大西洋卢瓦尔省，该省份为法国西北部沿海省份，位于布列塔尼半岛东南部，北起伊勒-维莱讷省，西北接莫尔比昂省，西临大西洋，南至旺代省，东临曼恩-卢瓦尔省。
与穆济永接壤的市镇（或旧市镇、城区）包括：克利松、戈尔日、勒帕莱、瓦莱特、塞夫勒穆瓦讷。
穆济永的时区为UTC+01:00、UTC+02:00（夏令时）。

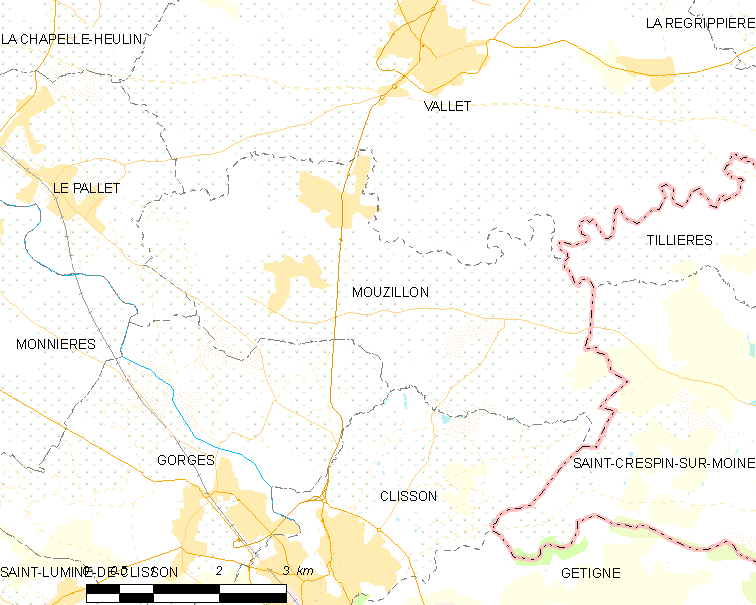
穆济永的OSM定位图

## 行政
穆济永的邮政编码为44330，INSEE市镇编码为44108。

## 政治
穆济永所属的省级选区为瓦莱特县。

## 交通
大西洋卢瓦尔省省道D54线、D149线、D254线和D763线经过境内。

## 人口

1962-2008年间穆济永人口变化图示

穆济永于2022年1月1日时的人口数量为2903人。